# Plateea

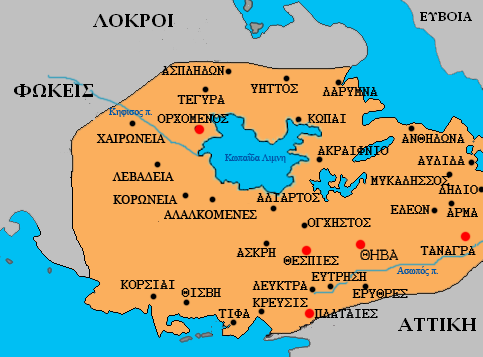
Hartă a Beoției antice

Plateea (în greaca veche Πλάταια, Πλαταιαί), sau Plataea, a fost un oraș-stat (polis) din Grecia antică aflat în partea sud-estică a Beoției, la sud de Teba. A rămas celebră, printre altele, ca fiind locul în care s-a dat Bătălia de la Plateea din 479 î.Hr., în urma căreia o alianță a polis-urilor grecești (Sparta, Atena, Corint, Megara și altele) a învins forțele expediționare persane ale lui Xerxes I. Această victorie decisivă a grecilor a determinat sfârșitul războaielor medice.
În timpul primei invazii persane, dintre celelalte polisuri grecești, numai Plateea a avut curajul să trimită un contigent în sprijinul Atenei, atacată de către perși. În Bătălia de la Maraton (490 î.Hr.), alături de cei 10.000 de atenieni au luptat și 1.000 de plateeni. Temuta armată persană (care părea de neînvins) a fost atunci, pentru prima oară, învinsă în luptă de către hopliții greci.
Cetatea Plateea a fost distrusă în timpul războiului peloponesiac de către Teba și Sparta, în 427 î.Hr., dar a fost reconstruită în anul 386 î.Hr.

## Alianța cu Atena; participarea la Bătălia de la Maraton
În secolul al VI-lea î.Hr., pentru a evita să intre sub hegemonia tebană din cadrul primei confederații beoțiene, Plateea a încercat să se alieze cu Sparta. Cu toate acestea, spartanii au refuzat această ofertă și, dorind să provoace disensiuni între confederația beoțiană și Atena, au recomandat plateenilor să se alieze cu Atena.
Acest sfat a fost acceptat și plateenii au trimis o delegație la Atena pentru tratative. Atenienii au fost de acord cu de propunerea. Atunci când, drept represalii, tebanii au trimis o armată împotriva Plateei, aceasta a fost întâmpinată de trupele ateniene. A urmat, cu intermitențe, un conflict îndelungat (519–506 î.Hr.) între confederația beoțienă și alianța ateniano-plateeană. Pentru a se evita prelungirea acestui război fratricid s-a apelat la o mediere: Corintul a acceptat această misiune. S-a ajuns astfel la un acord care, printre altele, a stabilit granița dintre cele două polisuri, Teba și Plateea. În plus, Teba s-a angajat să nu mai amenințe și alte cetăți care nu doreau să se afilieze confederației beoțiene.
Acest ajutor primit de la atenieni, datorită căruia Platea și-a menținut independența, nu a fost uitat de cetățenii plateeni. Atunci când Atena a fost în pericol de a fi invadată de perși (în timpul primei invazii persane - 490 î.Hr.), Plateea a fost singurul polis care a trimis ajutor militar Atenei, plateenii luptând alături de atenieni în bătălia de la Marathon. Sub pretextul răzbunării incendierii templului din Sardes de către trupele ateniene care participaseră la expediția făcută în Asia Mică în anul 498 î.Hr., pentru a-i ajuta pe conaționalii ionieni răsculați împotriva stăpânirii persane, Darius I (mânat atât de dorința de răzbunare, cât și de planul strategic, mai ambițios, de a supune întrega Grecie) a trimis o imensă armată și flotă împotriva polisurilor grecești care refuzau să i se supună. În fruntea armatei terestre se afla Artaphernes, nepotul lui Darius, iar flota era comandată de Datis.
În anul 490 î.Hr. armata și flota persană s-au pus în mișcare. După ce s-au îmbarcat pe corăbii în porturile de pe coasta ioniană, perșii au traversat Marea Egee în direcția insulei Eubeea și, în trecere, au cucerit insulele Naxos și Delos. Odată ajunși pe insula Eubeea, perșii au distrus cetatea Carystos, care refuzase să se predea, apoi au cucerit Eretria, abandonată de aliații săi atenieni. A fost prima etapă a răzbunării lui Darius pentru intervenția Atenei și Eretriei în revolta ioniană: Eretria a fost complet distrusă, iar populația care a mai scăpat cu viață a fost deportată tocmai în interiorul Persiei (la Arderika, în apropiere de capitala Susa).
Flota persană a navigat apoi spre sud, spre coasta peninsulei Attica, pentru a finaliza obiectivul final al campaniei: cucerirea și pedepsirea Atenei. La sfârșitul lunii august 490 î.Hr., întreaga flotă (în jur de 600 de corăbii, conform lui Herodot) a ancorat în golful de la Maraton, la circa 42 km de Atena. Pusă în fața acestui pericol iminent Atena a cerut ajutor Spartei; spartanii însă, reținuți de scrupule de natură religioasă, nu s-au pus în mișcare înainte de a fi lună nouă, adică șase zile mai târziu - când ei au ajuns la locul bătăliei, aceasta se terminase deja.. Dintre celelalte polisuri grecești, numai Plateea a avut curajul să trimită un efectiv de circa 1000 de oameni.
Unul dintre cei zece strategi ai Atenei (funcție electivă anuală), Miltiades cel Tânăr, cu autoritatea pe care i-o conferea experiența sa militară și cunoștințele sale despre componența armatei persane (el îl însoțise pe Darius I în timpul celebrei sale expediții din anul 514 î.Hr. împotriva sciților de la nord de Dunăre), l-a convins pe polemarhul Callimachus (comandantul suprem al armatei ateniene), să declanșeze neîntârziat atacul, profitând de faptul că persanii nu se așteptau la un atac iminent, ei fiind ocupați cu operațiunile de descărcare a proviziilor de pe flota care staționa în golful Maraton și cu acțiuni de recunoaștere în zonă. Miltiades i-a aranjat pe cei 9000 de atenieni și pe cei 1000 de plateeni în linie de bătaie între înălțimile de la Agriliki și Krotoni, la o bătaie de săgeată de forțele persane, apoi a declanșat atacul într-un mod oarecum atipic pentru acele vremuri: în loc să înainteze lent, pentru a ține strânsă formația de luptă (falanga), hopliții au atacat în pas alergător infanteria persană, care era cel puțin de două ori mai numeroasă.. La începutul bătăliei, perșii au reușit totuși să înainteze partea centrală a frontului, dar la cele doua aripi grecii au reușit să-i copleșească, întorcându-se apoi împotriva dusmanului învingător la centru și zdrobindu-l printr-o manevră clasică de dublă învăluire, risipind masa lipsită de coeziune a arcașilor și călăreților persani. Flota persană i-a cules pe învinși și a ridicat ancora; pierderile lor erau importante: 6400 de morți, precum și 7 corăbii arse de greci spre finalul bătăliei. Pierderile grecilor au fost surprinzător de mici: Herodot vorbește despre 192 de morți din rândurile atenienilor (printre cei căzuți în luptă numărându-se și polemarhul Callimachus) și 11 dintre aliații veniți din Plateea. Ei au fost îngropați într-un tumul comun care mai există și astăzi pe câmpia de la Maraton.

## Bătălia de la Plateea (479 î.Hr.)
Pentru a răzbuna înfrângerea de la Maraton și eșecul primei invazii persane, Xerxes, urmașul lui Darius I a  pornit împotriva Greciei în fruntea unei armate puternice (Herodot dădea fabuloasul număr de 2.641.610 de oameni, număr pe care Ctesias, care a fost medic la curtea urmașilor lui Xerxes l-a redus la 800.000 de oameni). În primăvara anului 480 î.Hr. el a traversat Hellespontul pe un pod de vase și, sprijinit de o flotă puternică, a înaintat spre Grecia centrală. Deși spartanii regelui Leonidas au rezistat eroic la Termopile, perșii au avansat în Attica cucerind și incendiind Atena. Datorită însă victoriei de la Salamina a flotei ateniene conduse de Temistocle, temându-se că grecii ar putea ataca podul de vase de peste Hellespont, blocându-i astfel trupele în Europa, Xerxes s-a retras împreună cu grosul armatei în Asia Mică, lăsând însă o armată (aproximativ o treime din întreaga forță expediționară persană) sub comanda lui Mardonius pentru a finaliza cucerirea Greciei continentale în anul următor.
În anul următor (479 î.Hr.) Mardonius și-a repliat trupele spre Teba, sperând să-i atragă pe greci într-o zonă de câmpie, favorabilă acțiunii cavaleriei persane, superioară din punct de vedere numeric celei grecești. S-a oprit pe malul nordic al râului Asopos din Beoția, în apropiere de Plateea, unde și-a fortificat tabăra așteptând atacul inamic.
Aliații greci, care reușiseră să adune o armată foarte mare (după standardele acelei epoci), erau grupați în jurul nucleului format din experimentații războinici spartani conduți de regele Pausanias; acestora li s-au alăturat 8.000 de hopliți atenieni, 600 de exilați plateeni, precum și contigentele trimise de polisurile Megara, Corint și altele. Deși era depășiți numeric, grecii au luptat cu mult curaj, iar în timpul luptei au reușit să-l omoare pe Mardonius. Moartea acestuia a precipitat deruta perșilor. Deși numărul pierderilor persane variază de la un istoric la altul, există un consens că lupta a dus la o adevărată catastrofă pentru armata persană, resturile acesteia fiind puse pe fugă. Distrugerea acestei armate, combinată cu dezastrul flotei persane în bătălia de la Mycale, care a avut loc în aceeași zi, a marcat încheierea invaziilor Imperiului Persan în Grecia continentală. După dubla victorie din bătăliile de la Plateea și Mycale aliații greci au reluat ofensiva împotriva perșilor, dar de data aceasta în insulele Mării Egee și în Asia Mică, începând astfel o nouă fază a războaielor greco-persane.
În memoria victoriei de la Plateea a fost ridicată o coloană de bronz în formă de trei șerpi încolăciți, creată din metalul armelor persane capturate; coloana a fost amplasată la templul lui Apollo din Delphi. Pe coloană erau inscripționate numele cetăților grecești care au luat parte la bătălie; printre ele figura și Plateea.

## Războiul peloponesiac

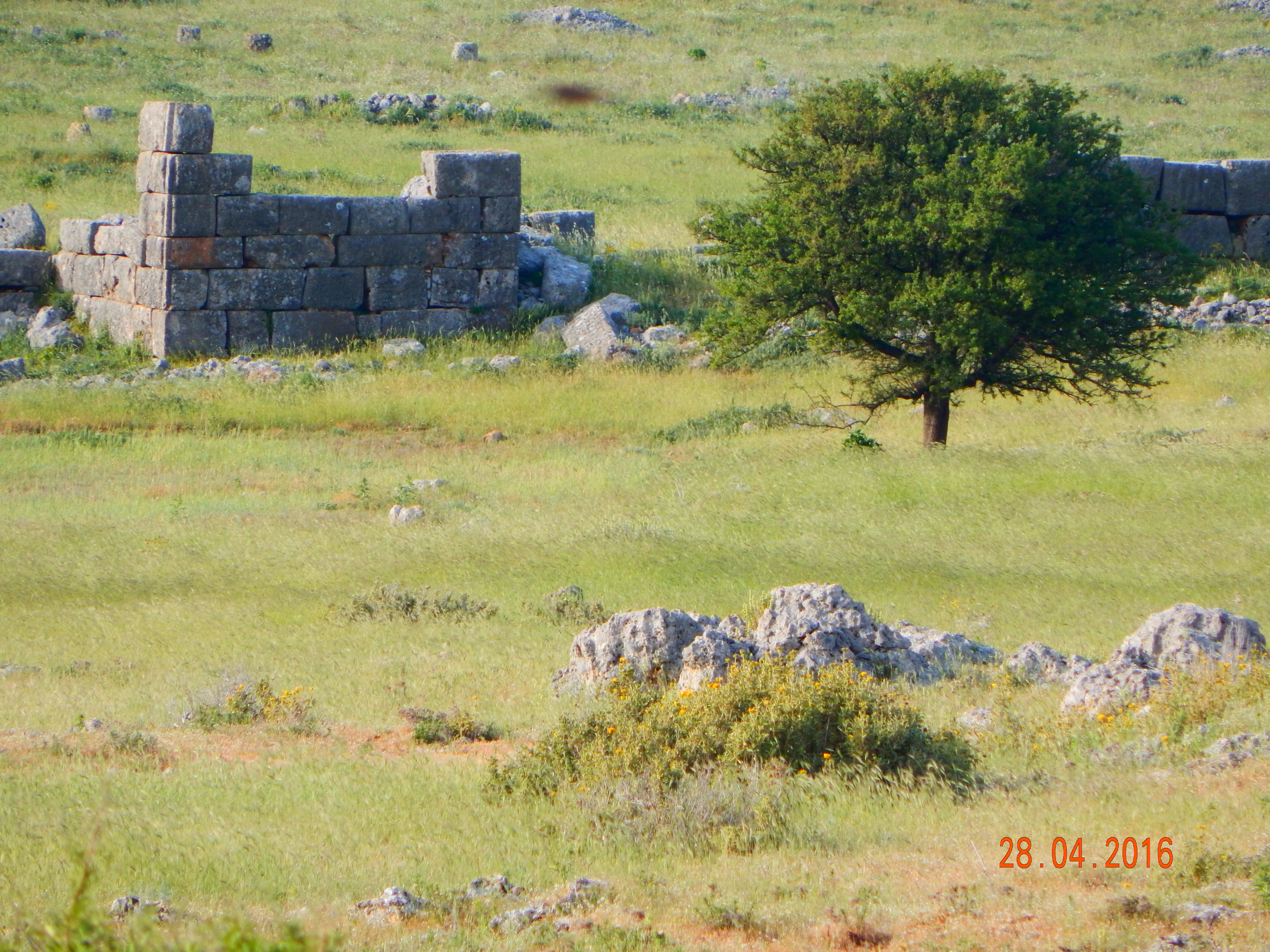
Vestigii ale zidurilor cetății antice Plateea

Pe fondul luptei pentru hegemonie în Grecia antică, între anii 431-404 î.Hr. a avut loc Războiul peloponesiac, care a opus Sparta (conducătoare a Ligii peloponesiace) Atenei (care se afla în fruntea Ligii de la Delos). Operațiunile militare, în care ambele tabere au utilizat toate rezervele materiale și umane de care dispuneau, s-au desfășoarat mai ales sub forma invaziilor pustiitoare ale spartanilor și aliaților acestora împotriva Atenei și a cetăților-stat care îi rămăseseră fidele.
Una dintre primele acțiuni militare din acest război a fost cea prin care Teba, aliată a Spartei, a încercat să cucerească Plateea, aliată tradițională a Atenei de peste un secol.
Conform lui Tucidide, în aprilie 431 î.Hr., unei mici armate formată din 300 de tebani i s-a permis accesul în cetatea Plateea, în timpul unei nopți furtunoase și fără lună, de către doi cetățeni plateeni de vază. Aceștia așteptaseră această forță armată tebană pentru a captura și ucide imediat conducătorii Plateei aleși în mod democratic și pentru a încheia o alianță formală cu Teba, acceptând însă practic hegemonia acesteia. Inițial cetățenii plateeni au acceptat oferta alianței cu Teba, dar au constatat repede că forța invadatoare ar putea fi copleșită din cauza numărului mic, având mai ales în vedere necunoașterea de către tebani a terenului (străduțele strâmte și întortocheate ale orașului), vremea rea și întunericul. Cetățenii înfuriați ai Plateei i-au atacat atunci pe tebani; într-unul dintre rarele cazuri din antichitate în care atât femeile, cât și sclavii au luat parte la luptă, plateenii au ucis circa 180 din cei 300 de tebani.
Teba a pregătit o nouă expediție pentru a cuceri Plateea, dar vremea nefavorabilă și inundațiile provocate de revărsarea râului râului Aesopos au întârziat reluarea ostilităților. Plateenii, pentru a preveni orice încercare a armatei tebane de a-i captura pe concetățenii lor care locuiau în afara zidurilor de apărare ale cetății, au fost de acord să îi lase în viață pe tebanii luați prizonieri în urma primei invazii a acestora. Fiecare parte a afirmat mai târziu că cealaltă a făcut un jurământ sacru de acord pe care mai apoi l-a încălcat, acest fapt înrăutățind și mai mult relațiile dintre Plateea și Teba.
Instigat de tebani, în anul 429 î.Hr. regele Archidamos al Spartei a atacat Plateea, aliat al Atenei, care împiedica legăturile directe dintre Pelopones și Beoția. Cu tot ajutorul promis, Atena, încă bântuită de marea epidemie de ciumă, nu a putut face nimic pentru plateenii asediați. Plateea a capitulat după doi ani de asediu (în 427 î.Hr.), constrânsă de terminarea proviziilor din cetate și în acest fel Liga peloponesiacă a dobândit ceea ce urmărea: controlul drumului ce lega Megara de Teba. Spartanii și aliații lor, tebanii, au ras orașul de pe fața pământului. Mulți plateeni care au supraviețuit măcelului care a urmat după predarea cetății (conform lui Tucidide spartanii au ucis peste 200 de ostași plateeni) s-au refugiat la Atena, unde au primit cetățenia.

## Evoluția ulterioară

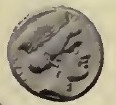
Monedă antică din Plateea
(387-374 î.Hr.)

Pacea lui Antalcidas din 386 î.Hr. (încheiată între Artaxerxes al II-lea al Persiei și Sparta, reprezentată de generalul Antalcidas) le-a permis descendenților refugiaților plateeni să-și reconstruiască cetatea. Plateea a fost însă din nou distrusă de către tebani în 373 î.Hr., locuitorii ei confruntându-se cu un nou exil la Atena. După bătălia de Chaeronea din 338 î.Hr. și reprimarea de către Alexandru cel Mare în 335 î.Hr. a revoltei tebane, Plateea a fost reconstruită. Ea nu a mai jucat însă niciun rol mai important în istoria Greciei, având aceeași soartă ca și celelalte cetăți din Beoția.
În secolul al VI-lea d.Hr. zidurile de apărare ale orașului au fost restaurate de către împăratul Iustinian I.
Din ruinele Plateei se mai păstrează doar o parte din ziduri și resturi ale acropolei.